# تسوكاسا موريشيما
تسوكاسا موريشيما (باليابانية: 森島 司) (25 أبريل 1997 في سوزوكا في اليابان – )؛ هو لاعب كرة قدم كان يلعب كلاعب وسط.

## وصلات خارجية
- تسوكاسا موريشيما على موقع رابطة كرة القدم اليابانية للمحترفين (اليابانية)
- تسوكاسا موريشيما على موقع إي إس بي إن إف سي (الإنجليزية)
- تسوكاسا موريشيما على موقع قاعدة بيانات كرة القدم.إي يو (الإنجليزية)
- تسوكاسا موريشيما على موقع ناشيونال فوتبول تيمز (الإنجليزية)
- تسوكاسا موريشيما على موقع Soccerbase.com (لاعب) (الإنجليزية)
- تسوكاسا موريشيما على موقع Soccerway.com (الإنجليزية)
- تسوكاسا موريشيما على موقع عالم كرة القدم.نت (الإنجليزية)